# 奧克伍德鎮區 (明尼蘇達州瓦巴沙縣)
奧克伍德鎮區（英語：Oakwood Township）是位於美國明尼蘇達州瓦巴沙縣的一個行政鎮區。

## 歷史
奧克伍德鎮區於1859年成立，原名佩爾鎮區（Pell Township），1872年改為現稱。

## 地方資料
奧克伍德鎮區的面積為92.42平方千米，當中陸地面積為91.75平方千米，而水域面積為0.67平方千米。根據2020年美國人口普查的數據，當地共有人口382人，而人口密度為每平方千米4.13人。